# Zarządzanie aktywami przedsiębiorstwa
Zarządzanie aktywami przedsiębiorstwa (ang. Enterprise Asset Management, ЕАМ) – jest to zarządzanie cyklem życia aktywów materialnych organizacji. Obejmuje swym zasięgiem projektowanie, budowę, rozruch, eksploatację, konserwację i wycofanie z eksploatacji lub wymianę zakładów, wyposażenia i innych obiektów.
Przedsiębiorstwo odnosi się do sfery aktywów z różnych zakładów, lokalizacji i potencjalnie funkcji biznesowych, takich jak: finanse, zasoby ludzkie i płace. W dzisiejszych czasach różne aktywa wymagają odpowiedniego zarządzania przez nowoczesne przedsiębiorstwa. Zasobami mogą być środki trwałe, takie jak budynki, zakłady produkcyjne, maszyny i majątek ruchomy, jak samochody, statki, sprzęt przenośnym itp. Zarządzanie cyklem życia kosztownych aktywów wymaga właściwego planowania, harmonogramowania i realizacji zadań.

## Oprogramowanie do zarządzania aktywami przedsiębiorstwa
Oprogramowaniem do zarządzania zasobami przedsiębiorstwa jest program komputerowy, który obsługuje wszystkie aspekty prowadzenia nowoczesnych zakładów komunalnych lub organizacji, dysponujących rozległą infrastrukturą. Rozwiązania dla efektywnego zarządzania majątkiem przedsiębiorstwa (ЕАМ) zawierają wiele zaawansowanych funkcji, takich jak pełne zarządzanie cyklem życia, elastyczne planowanie konserwacji, zarządzanie gwarancjami, zintegrowane opcje dostępu zdalnego z poziomu urządzeń mobilnych lub strony internetowej. Szybki rozwój i dostępność urządzeń mobilnych wpływa również na oprogramowanie EAM, które coraz częściej obsługuje również mobilne zarządzanie zasobami przedsiębiorstwa.